# Soloinstrument
Udtrykket soloinstrument anvendes om værker der er skrevet for kun ét musikinstrument, for eksempel klaver, violin, cembalo, cello og mange andre.
Værker for soloinstrument har været skrevet til alle tider i musikkens historie siden renæssancen. Værkerne har ofte været brugt til at udforske instrumentets tekniske muligheder og har dermed været med til at fastholde og udvikle det musikalske udtryk gennem tiden. Værkerne er skrevet både af tidens komponister (som ofte ved siden af at være komponister, har været virtuoser på et eller flere instrumenter) og af musikere der "kun" har spillet, men ofte har benyttet værkerne til at imponere publikum, og til undervisningsbrug.
| Musik | Spire Denne musikartikel er en spire som bør udbygges. Du er velkommen til at hjælpe Wikipedia ved at udvide den. |